# Stenoglottis
Stenoglottis – rodzaj roślin z rodziny storczykowatych (Orchidaceae). Obejmuje 5 gatunków występujących w Afryce w takich krajach jak: Malawi, Republika Południowej Afryki, Mozambik, Eswatini, Tanzania, Zimbabwe.

## Systematyka
Rodzaj sklasyfikowany do podplemienia Orchidinae w plemieniu Orchideae, podrodzina storczykowe (Orchidoideae), rodzina storczykowate (Orchidaceae), rząd szparagowce (Asparagales) w obrębie roślin jednoliściennych.
Wykaz gatunków
- Stenoglottis fimbriata Lindl.
- Stenoglottis inandensis G.McDonald & D.G.A.Styles
- Stenoglottis longifolia Hook.f.
- Stenoglottis macloughlinii (L.Bolus) G.McDonald ex J.M.H.Shaw
- Stenoglottis woodii Schltr.